# IMRoD
IMRoD (även skrivet IMROD, engelska: IMRaD, IMRAD) är en vanlig struktur för vetenskapliga publikationer. Strukturen används bland annat för uppsatser, avhandlingar och artiklar i vetenskapliga tidskrifter som har genomfört empiriska undersökningar. Strukturen är en akronym som står för Introduktion, Metod, Resultat och Diskussion. Varje del av IMRoD-strukturen har en specifik funktion för att presentera forskningsartikeln på ett organiserat och lättförståeligt sätt.
IMRoD-strukturen är vanligt förekommande i vetenskapliga artiklar inom naturvetenskap, medicin och teknik, men den dominerar även inom många samhällsvetenskapliga ämnen såsom psykologi, nationalekonomi, sociologi och socialt arbete. Strukturen hjälper författare att organisera informationen på ett tydligt och logiskt sätt, och gör det enklare för läsaren att följa artikeln och förstå dess innehåll.
Även om IMRoD-strukturen är vanligt förekommande, är det viktigt att notera att det inte är den enda möjliga strukturen för en forskningsartikel. Författare kan anpassa strukturen efter ämne och typ av forskning som presenteras. Särskilt inom humaniora och vissa teoretiserande samhällsvetenskapliga forskningstraditioner är det vanligt att frångå IMRoD vid författande av uppsatser och artiklar.

## Beskrivning av varje del i strukturen
1. Introduktion: Denna del inleder artikeln med en presentation av forskningsproblemet och syftet med studien. Introduktionen ger en bakgrund till tidigare forskning inom ämnet och kan också innehålla en översikt över artikeln.
2. Metod: Denna del beskriver forskningsdesignen, datainsamlingsmetoder och analysmetoder som används i studien. Detta inkluderar beskrivningar av deltagare, datainsamlingsverktyg, statistiska metoder och andra detaljer som är relevanta för att förstå hur studien genomfördes.
3. Resultat: Denna del presenterar de viktigaste resultaten och slutsatserna som kan dras från studien. Detta inkluderar statistiska resultat, diagram, tabeller och andra visuella representationer av data. Resultatet presenteras vanligtvis i en logisk ordning och stöds av data från studien.
4. Diskussion: Denna del diskuterar resultaten och kopplar dem till tidigare forskning inom ämnet. Diskussionen ger en tolkning av resultaten och diskuterar eventuella begränsningar av studien. Diskussionen kan också innehålla förslag på framtida forskning inom ämnet.

## Utveckling av IMRoD
De flesta vetenskapliga publikationer som utgår från IMRoD använder ytterligare underrubriker än de som specificeras ovan. IMRoD kan därför betraktas som en grundstruktur som sedan kan utvecklas på olika sätt inom olika vetenskapliga publikationer.